# علياء السويدي
علياء سالم سعيد السويدي سياسية إماراتية. تعتبر من أوائل النساء اللاتي دخلن المجلس الوطني الاتحادي في عام 2007، عملت في وزارة الصحة، وأصبحت نائب مدير منطقة عجمان الطبية، بعد الانتخابات البرلمانية عام 2006، كانت واحدة من ثماني نساء تم تعيينهن في المجلس الوطني الاتحادي إلى جانب أمل القبيسي.